# Jean Veillot
Jean Veillot   (1600 - 1662) va ser un compositor i sacerdot francès.
El 1640, va succeir a Henry Frémart com a mestre de la capella de Notre-Dame de Paris, i després va substituir a François Cosset, quan es va fer càrrec el 1643 com a sous-maître de la "Chapelle royale". Després de la mort d'Eustache Picot el 1651, va exercir funcions alternant amb Thomas Gobert.
És autor d'un Te Deum d'acció de gracies per la Pau dels Pirineus i les noces de Lluís XIV amb Maria Teresa; a més es coneixen dues petites peces vocals amb baix continu i una antífona amb doble cor (Angeli, archangeli) en estil concertant, dos motets a dos cors amb symphonies (vers 1657-1660), que figuren en partitura en les copies de Philidor. L'orquestra dobla a voltes les veus del cor gran i els solos són sostinguts pel baix continu. Aquestes dues ultimes obres prefiguren ja el gran motet al que Henry Du Mont, successor de Veillot en la capella reial, donaria aviat la seva forma definitiva.